# Robert Rius
Pour les articles homonymes, voir Rius.
Robert Rius, né le 25 février 1914 à Perpignan (Pyrénées-Orientales) et mort fusillé le 21 juillet 1944 à Fontainebleau (Seine-et-Marne), est un écrivain surréaliste, poète et résistant français.

## Biographie
Robert Rius naît le 25 février 1914 à Château-Roussillon, ancienne commune rattachée à Perpignan. Issu d'une famille de militaires et d'ecclésiastiques, son père, Raoul Rius, est à la tête d'une vaste propriété viticole mais exerce aussi l'activité de peintre. La famille paternelle de sa mère, Rosine Lanolier, est originaire de Narbonne. Quelques années après le décès de son père en 1918, sa mère se remarie. Deux filles naissent de cette union : Louise-Marie et Hélène Blanc.
Scolarisé au lycée Saint-Louis-de-Gonzague, Robert Rius en est exclu en 1928 pour insolence. Il en sera de même pour tous les lycées où il sera placé.
Il débute comme journaliste au Coq Catalan, hebdomadaire satirique fondé et dirigé par Albert Bausil, comme ses deux amis proches, Charles Trenet et Henri Espinouze (le futur peintre surréaliste Espinoza). En 1932, ils s'installent tous les trois à Paris, Rius devenant affichiste pour l'éditeur Armand Colin et exerce aussi la profession de photographe.
En 1937, on le retrouve auprès d'André Breton, qu'il aide pour l'Anthologie de l'Humour noir et à la Galerie Gradiva. Jusqu'en 1940, les deux hommes se voient quasiment tous les jours. Ses principaux amis peintres (souvent trotskistes comme lui) sont Yves Tanguy, Victor Brauner, Roberto Matta, Jacques Hérold, Remedios Varo, Esteban Francès et Pablo Picasso. C'est à cette époque qu'il invente un jeu surréaliste avec Breton, Péret et Varo, Le Jeu du dessin communiqué, que le groupe pratique dans les cafés ou dans l'atelier de Tanguy. Pendant l'été 1939, Rius séjourne à Chemillieux.
Passionné par les papillons et Ramon Llull, il publie en mai 1940 aux Éditions surréalistes le recueil Frappe de l'Écho, illustré par Victor Brauner. En juin, il gagne Perpignan, puis Canet, où il organise l'accueil des surréalistes. Il fait de courts séjours à Marseille tout en aidant du mieux qu'il peut ses amis. À l'automne, il décide de rester en France et retourne à Paris. Il devient l'un des principaux fondateurs de la revue semi-clandestine La Main à plume, dont les réunions préparatoires se déroulent autour de Benjamin Péret. En mai 1941, un premier numéro éponyme et anonyme est publié. En juin, il épouse Laurence Iché, la fille aînée de René Iché, dont il aura une fille, Aurélia, qui décède le 5 août 1943.
Engagé dans la Résistance armée depuis 1942, il publie sporadiquement Essai d'un dictionnaire exact de la langue française, Serrures en friches et Picasso. On retrouve son passage aux maquis de Miélan en septembre 1943, de Villebéon en février 1944 et enfin à celui d'Achères de juin à juillet. Arrêté sur dénonciation le 4 juillet 1944, Robert Rius est incarcéré à la prison de Fontainebleau et torturé. Refusant de parler, il est exécuté le 21 juillet dans la plaine de Chanfroy avec ses amis Charles-Jean Simonpoli, directeur des Cahiers de poésie, et Marco Ménégoz, jeune poète normand issu des Feuillets de 81.

## Publications
- Robert Rius, Frappe de l'écho, ill. Victor Brauner, Éditions surréalistes, 1940.
- Robert Rius, Serrures en friche, Les Pages libres de la Main à plume, 1943.
- Léa Nicolas-Teboul, La Main à plume (1940-44) / le communisme des esprits surréalistes à l'épreuve de l'Occupation, Hermann, 2023.
- Les fusillés (1940-1944), Dictionnaire biographique des fusillés et exécutés par condamnation et comme otage ou guillotinés, Ed. de l'Atelier, Paris, mai 2015  (ISBN 978-2-7082-4318-7)
- Serge Bonnery, Robert Rius, le poète assassiné, 23 mars 2015, blog L'épervier incassable
- Cahiers Robert Rius no 3-4, Robert Rius Frappe de l'Echo. Lola Le Testu Robert Rius et le mouvement surréaliste sous l'Occupation allemande (1940-1944). Ed. AMRR, Collioure, 2015  (ISSN 2273-6026)
- Serge Bonnery, Robert Rius et La Main à plume, poésie de Résistance, 28 mars 2014, blog L'épervier incassable[1]
- Rosa Sala Rose y Placid Garcia-Planas, El marqués y la esvastica, Anagrama, Barcelona, 2014  (ISBN 978-84-339-2602-9)
- Cahiers Robert Rius no 2, Sur Jacques Hérold. Ed. Librairie-Galerie Racine, Paris, 2011  (ISBN 2-243-04514-1).
- Keith Aspley, Historical dictionary of surrealism, The scarecrow Press, Inc, 2010  (ISBN 978-0-8108-5847-3)
- Cahiers Robert Rius no 1, Ed. Librairie-Galerie Racine, Paris, 2010  (ISBN 2-243-04452-8).
- Christophe Dauphin, Les Riverains du Feu, Le Nouvel Athanor, 2009  (ISBN 978-2-35623-012-6)
- El surrealismo en el marco de los años sombrios : destellos de exilios y llama de la resistancia , Olivier Bot et Rose-Hélène Iché, IODACC, Tenerife, 2006  (ISBN 84-88594-44-5).
- « Robert Rius, à l'encre de lune » in Les Hommes sans épaules, éd. LGR, Paris, 2005
- Olivier Bot et Rose-Hélène Iché, « Robert Rius, un passeur surréaliste » in Revue du Centre d'études sur le surréalisme de la Sorbonne : Mélusine, éd. l'Âge d'homme, Paris, 2004  (ISBN 2-8251-1957-1)
- Rose-Hélène Iché, La Résistance en Île-de-France, DVD-Rom, éd. AERI, Paris, 2004  (ISBN 2-915742-02-2)
- [Javier Lacruz] "Manuel Viola. Entre la luz y la tiniebla", Ediciones Cierzo, Zaragoza, 2014  (ISBN 978-84-616-7996-6)